# Monsieur Topaze
Pour plus de détails, voir Fiche technique et Distribution.
Monsieur Topaze (Mr. Topaze) est un film britannique réalisé par Peter Sellers, sorti en 1961 et basé sur la pièce Topaze de Marcel Pagnol.

## Synopsis
Auguste Topaze est un instituteur qui, en plus de son travail, est le tuteur d'un jeune homme de bonne famille. Il leur apprend que l'argent ne fait pas le bonheur. Licencié, il est engagé comme homme de paille par un couple. Il se montre si efficace dans la pratique de la corruption qu'il rachète la société, devient millionnaire et rachète le château du couple.

## Fiche technique
- Titre français : Monsieur Topaze[1]
- Titre original : Mr. Topaze ou I Like Money
- Réalisation : Peter Sellers
- Scénario : Pierre Rouve, Johnny Speight, d'après Topaze de Marcel Pagnol
- Direction artistique : Don Ashton
- Décors : Pamela Cornell
- Costumes : Felix Evans (robes de Nadia Gray par Pierre Balmain)
- Photographie : John Wilcox
- Son : A.W. Watkins, Cyril Swern
- Montage : Geoffrey Foot
- Musique : Georges Van Parys
- Production exécutive : Dimitri de Grunwald
- Production : Pierre Rouve
- Société de production : Dimitri De Grunwald Production
- Société de distribution : Twentieth Century Fox Film Company
- Pays d'origine :  Royaume-Uni
- Langue originale : anglais
- Format : couleur (Eastmancolor) — 35 mm — 2,35:1 (CinemaScope) — son mono
- Genre : Comédie dramatique
- Durée : 97 minutes
- Dates de sortie : 
  - Royaume-Uni : 23 mars 1961
  - France : 20 avril 1962

## Distribution
- Peter Sellers : Auguste Topaze
- Nadia Gray : Suzy
- Herbert Lom : Castel-Bénac
- Leo McKern : Muche
- Martita Hunt : la baronne Pitart-Vergniolles
- Michael Gough : Tamise
- Anne Leon : Mme Tamise
- Billie Whitelaw : Ernestine
- Joan Sims : Colette
- John Neville : Roger de Bersac
- John Le Mesurier : le maître-chanteur

## Bande originale ou chansons du film
- I Like Money : musique de George Martin, paroles de Herbert Kretzmer

## Autour du film
- C'est la première réalisation de Peter Sellers[2],[3].
- Le film a été restauré par le British Film Institute en 2016, à partir de copies venant des archives de l'institut et d'une copie 16 mm appartenant à Peter Sellers que l'institut avait acquise en 1997[2],[3].